# ماريا شميت
ماريا شميت (بالمجرية: Schmidt Mária)‏ هي مؤرخة مجرية، ولدت في 10 أكتوبر 1953 في بودابست في المجر.